# Groas trollsång

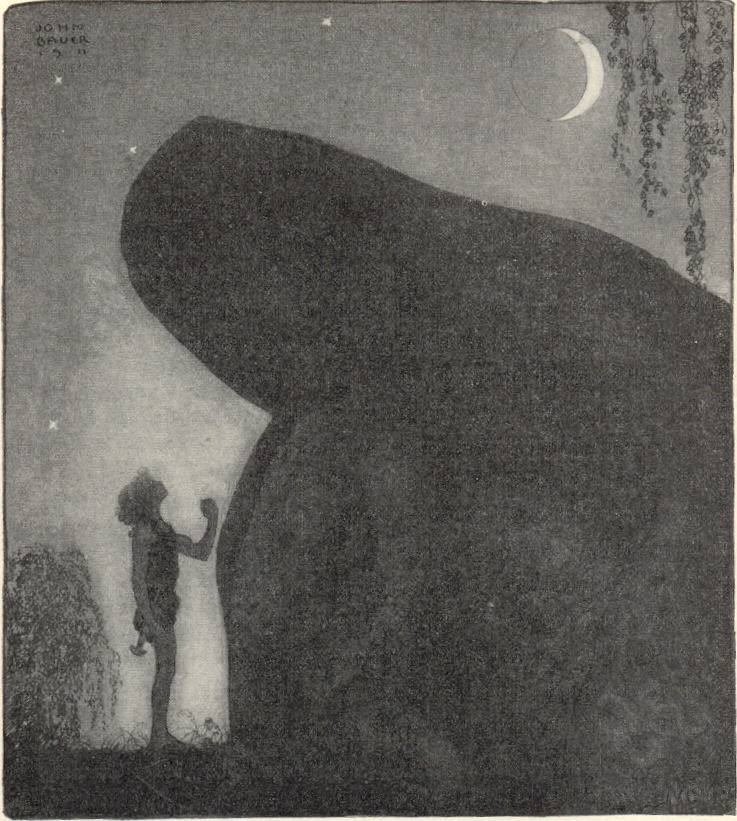
Vaki þú Gróa, vaki góð kona. Illustration av John Bauer, 1911.

Groas trollsång (Grógaldr) är en av gudasångerna i Den poetiska Eddan. Dikten, som består av 16 strofer på ljóðaháttr, är troligen från 1200-talet men har endast bevarats i dåliga pappersavskrifter från 1600-talets senare hälft. Texten är på många ställen förvanskad och tolkningen omstridd.

## Handling
Dikten berättar om en yngling, som av sin onda styvmor tvingats att bege sig på giljarfärd till gudinnan Menglöds borg. Hans namn nämns inte, men i fortsättningsdikten Fjölsvinnsmál heter han Svipdag. Eftersom han står inför en lång och farofylld resa och själv tycker sig vara alltför ung, går han till sin mors, den döda völvan Groas, grav för att väcka henne och be om råd. Det är med denna dödsuppväckning som dikten börjar.
| Vaki þú Gróa, vaki góð kona, vekk þig dauðra dura, ef þat mant, at þinn mög bæðir til kumbldysjar koma. | Vakna, Groa! Vakna goda kvinna! Jag väcker dig vid dödmäns dörr: om du det minns att du manat din son att komma till dösens kummel. |  |

Valgalderns inledning "vaki, vaki", som följs av den dödas namn och boning (kummeldösen), känns igen från andra dikter. Det är med liknande formler som Freja manar Hyndla ur mullen och som Hervör väcker den döde Angantyr. Men det vanliga är att den döde vill bli lämnad i fred och därför visar stor vrede mot sin uppväckare. Groa är i det avseendet ett undantag. Dikten förklarar detta med att Groa, medan hon ännu levde, hade givit sin son tillåtelse att mana henne ur graven om han var i fara.
Nu följer en kort dialog mellan Svipdag och Groa. Han berättar vad som har hänt, och hon bestämmer sig för att hjälpa honom. Under detta samtal har hon aldrig lämnat graven helt. Hon ställer sig nu på en jordfast sten (gravens tröskelsten) strax innanför gravdörren, varpå hon gal nio galdrar som hon lovar skall skydda honom mot alla de faror som han kommer att möta på sin färd.
Detta är diktens hela handling. Man kan notera att samtliga strofer har formen av direkt anföring. Samma sak gäller också fortsättningsdikten Fjölsvinnsmál, varav 50 strofer har bevarats. Allt är skrivet som dialog och monolog. Har dikterna varit tänkta att framföras som ett skådespel?

## De nio galdrarna
Ordalydelsen av Groas galdrar får vi inte veta. Galderstroferna är i stället utformade så, att Groa först talar om att hon tänker gala en galder: "en första jag gal", "en andra jag gal", och så vidare, varefter hon på ljóðaháttr förklarar vad varje galder (som hon just har galit) har haft för syfte. Presentationen av det magiska materialet är alltså exakt densamma som i Ljóðatal (Hávamál 146–163), där Oden berättar vilka trollsånger han känner till och hur de skall användas – men sångernas ordalydelse behåller han för sig själv.
Enligt Groa är galdrarna tänkta att ha följande verkan:
1. Stärka självförtroendet så att Svipdag kan stå på egna ben.
2. Bota modlöshet om han är vilse i okända länder.
3. Hjälpa honom att korsa strida floder.
4. Vända fienders vrede till vänskap, om han skulle bli tagen till fånga.
5. Lösa alla bojor och fjättrar. (Jämför Hávamál 150.)
6. Stilla storm om han kommer i sjönöd.
7. Göra honom okänslig för frost och kyla på högfjället.
8. Vägleda honom på nattsvarta vägar (á niflvegi) och skydda honom mot "en död, kristen kvinna".
9. Den sista galdern förklaras så här:

| Þann gelk þér níunda ef við hinn naddgófga orðum skiptir jötun, máls ok manvits at mími svara sé þér gnógs of gefit. | Detta är den nionde, om du nödgas att tvista med den gäve spjutföre jätten: mål och manvett vare dig i mun och hjärta unnat i ymnigt mått! |  |

## Svipdags resa
Att Grógaldr och Fjölsvinnsmál är delar av en och samma berättelse har till fullo klarlagts av Svend Grundtvig och Sophus Bugge. Det var för övrigt Bugge som hittade på namnet Svipdagsmál som gemensam beteckning för de båda dikterna. I Grógaldr berättas hur Svipdag påbörjar sin resa och i Fjölsvinnsmál har han nått fram till resans slut. Någon eddadikt om vägen där emellan har inte bevarats, men eftersom galdrarna har varit avsedda att beskydda honom mot alla resans faror är det rimligt att de också innehåller ledtrådar om vad han skulle komma att råka ut för på sin färd. Sannolikt har han på sin väg till Menglöd vadat över strida floder, blivit tillfångatagen och fjättrad, seglat över stormiga hav, vandrat i fjäll och genom mörka underjordsvärldar och där kanske konfronterat ett farligt kvinnospöke. Att den nionde galdern syftar på hans ankomst till Menglöds borg torde vara ställt utom tvivel. Den "gäve spjutföre jätten", med vilken han "nödgas att tvista", kan inte vara någon annan än borgens väktare Fjölsvinn.
I sina huvuddrag har berättelsen om Svipdags färd också bevarats i den danska balladen Ungen Sveidal, och i de svenska Unge Herr Svedendal och Hertig Silfverdal. Det var dessa balladtexter som Grundtvig och Bugge använde för att klarlägga sambandet mellan Grógaldr och Fjölsvinnsmál. Men i balladen om Sveidal är det inte galdrar som den ur dödsriket uppväckta modern ger sin son, utan magiska djur och föremål. Emellertid har också i balladerna den uppväckta modern troligen från början varit en galdrande kvinna. För detta talar att "unge Sveidal" i den danska folkvisan går till sin mors grav för att söka goda råd, och omkvädet i Unge Herr Svedendal lyder "du lär och bär dina ord väl", vilket pekar i samma riktning.